# Hitterdal
Hitterdal – miasto w Stanach Zjednoczonych, w stanie Minnesota, w hrabstwie Clay.